# Robert Brasillach
Robert Brasillach (Perpignano, 31 marzo 1909 – Arcueil, 6 febbraio 1945) è stato uno scrittore, giornalista, poeta e critico cinematografico francese, principalmente noto per essere stato il caporedattore del settimanale Je suis partout.
Dopo la liberazione di Parigi nel 1944, accusato di collaborazionismo con il Terzo Reich, fu condannato a morte e giustiziato, avendo De Gaulle rifiutato di concedergli la grazia. La sentenza rimane un caso controverso nella storia giuridica francese, perché basata su "crimini intellettuali" piuttosto che su azioni militari o politiche, benché altri abbiano sostenuto che il reato di "intelligenza con il nemico" gli fosse sostanzialmente contestato non per le sue idee ma per attività di delazione contro ebrei e antifascisti portate avanti dalle pagine del giornale, anche se fu comunque l'unico scrittore collaborazionista a subire la pena capitale.

## Biografia

### Formazione e studi
Nato da genitori di origine catalana, Brasillach rimase ben presto orfano di padre, ufficiale dell'Armata coloniale francese, ucciso in Marocco nel 1914. Si trasferì con la madre e la sorella Suzanne prima a Sens dove frequentò il liceo, poi a Parigi per entrare al liceo Louis-le-Grand (suoi compagni furono: Jacques Talagrand conosciuto come Thierry Maulnier, Roger Vailland, Paul Nizan e Maurice Bardèche che diventerà suo cognato sposando la sorella Suzanne): questo periodo è a lungo descritto nei primi capitoli di Notre avant-guerre, libro di memorie scritto nel 1939-1940.
Nel 1928 fu ammesso alla prestigiosa École normale supérieure. Si fece presto conoscere come critico cinematografico e letterario scrivendo per la Revue française, la Revue universelle

### L'Action française
Nel 1931 iniziò la collaborazione alla pagina letteraria dell’Action française, il celebre quotidiano di Charles Maurras, (pagina di cui nel 1932 diverrà responsabile) e nello stesso anno pubblicò il suo primo saggio critico, Présence de Virgile e l'anno successivo Le Voleur d'étincelles, suo primo romanzo.
Brasillach era già considerato negli anni Trenta come uno dei più grandi talenti della Francia letteraria, apprezzato soprattutto per l'acutezza e la capacità di analisi espressa con eleganza nei contenuti e nella prosa. Le sue simpatie ideologiche lo avvicinarono all'Italia di Mussolini e alla Spagna, dove si recherà diverse volte e da questi viaggi trarrà lo spunto per scrivere l'Histoire de la guerre d'Éspagne in collaborazione con Bardèche, completata nel 1939. Fu presente al congresso di Norimberga del 1937 di cui riferirà in Cent heures chez Hitler.
Dal 1931 al 1939 collaborò con l'Action française, salvo prenderne le distanze nel momento in cui le loro strade differirono: Maurras si spostò a metà del decennio verso una maggiore diffidenza nei confronti dei tedeschi mentre Brasillach uscì dallo scetticismo antigermanico per abbracciare in modo più diretto le politiche fasciste e naziste. Questa adesione rimase tuttavia su un piano ideale più che concreto, sul piano di un giovane anti-borghese e anticonformista che vedeva nel fascismo «la poesia stessa del secolo XX». Scrisse quindi anche altri romanzi, tra cui i più celebri sono Les sept couleurs, La Conquérante e Six heures à perdre. Tra i saggi va ricordato anche quello sul belga Léon Degrelle, che fu alla guida del movimento rexista.

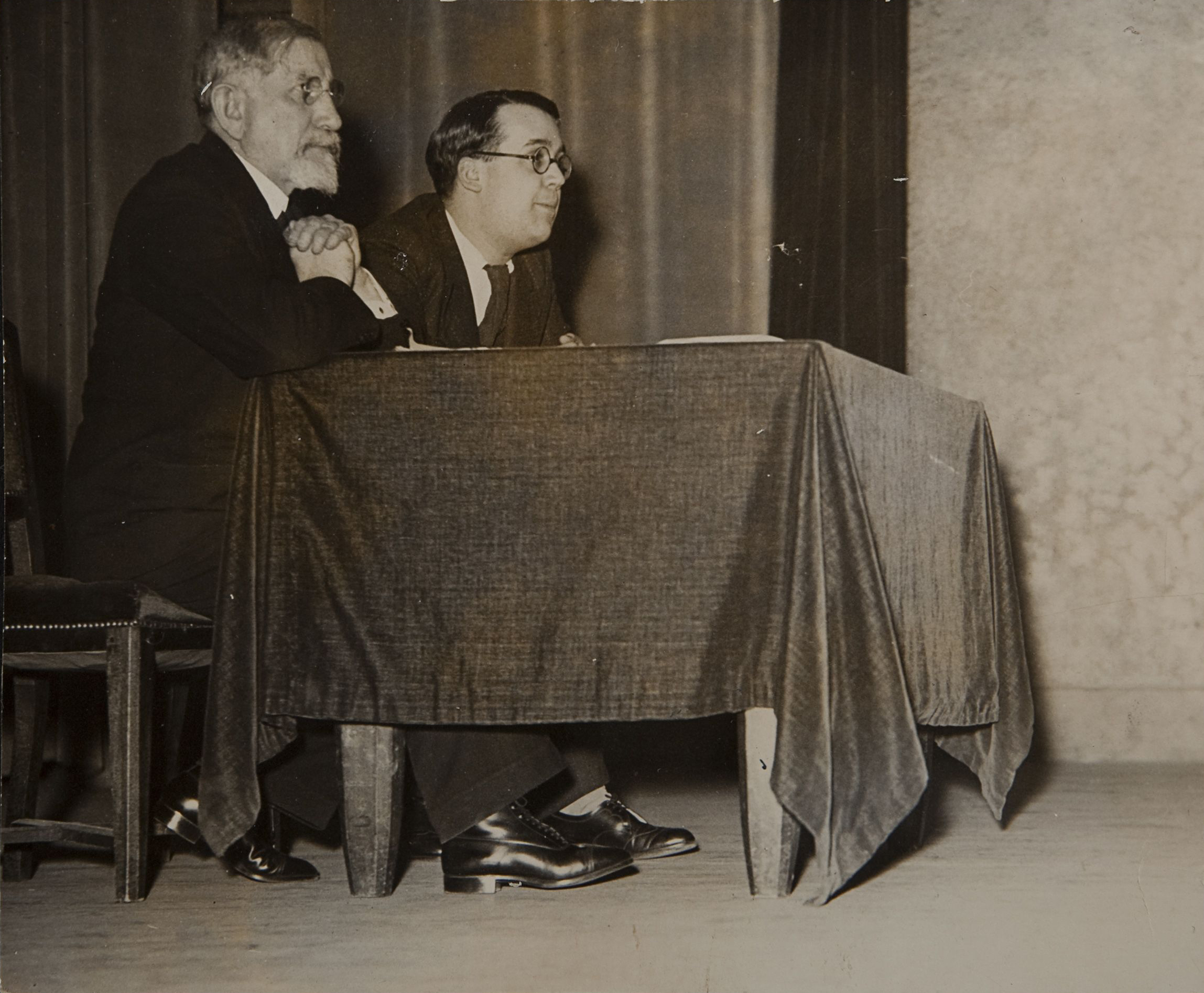
Charles Maurras e Brasillach nel 1938

Il 6 febbraio 1934 Brasillach si recò a teatro per assistere ad un'opera del celebre attore Louis Jouvet, ma lo stesso giorno a Parigi vi fu una sommossa di piazza contro la terza repubblica francese, moti  guidati dall'estrema destra che, duramente repressa dalle forze dell'ordine, vide cadere sedici manifestanti. Brasillach rimase molto colpito dall'evento e lo citò nella sua ultima poesia quando già si trovava incarcerato a Fresnes nel 1945.
Durante la guerra civile spagnola si recò in Spagna a sostegno dei nazionalisti e al ritorno scrisse il pamphlet Les Cadets de l'Alcazar.

### Je suis partout
Nel novembre 1931 iniziò la sua collaborazione con il settimanale Je suis partout, rivista che dall'iniziale maurrassismo si sposta al filofascismo europeo, e di cui nel 1937 divenne redattore capo, incarico che mantenne quasi ininterrottamente fino al 7 giugno 1940 quando fu richiamato alle armi e la rivista sospese le pubblicazioni. Nel 1939 intanto pubblicò il suo romanzo più compiuto, I Sette Colori.
Scoppiata la seconda guerra mondiale, nel corso della Campagna di Francia nella primavera del 1940, combatté con il grado di sottotenente d'artiglieria, e cadde prigioniero dei tedeschi e fu internato in un campo di concentramento. Dalla prigionia Brasillach non interruppe la propria collaborazione con il settimanale cui continuò a inviare articoli in sostegno della politica di collaborazionismo nel frattempo inaugurata dal maresciallo Philippe Pétain.
Proprio gli articoli inviati durante la prigionia costituirono durante il processo uno dei più importanti capi d'accusa. Sostenitore del fascismo e del nazionalsocialismo già prima della guerra, dopo la liberazione dalla prigionia nel 1941 divenne un fautore della più completa cooperazione con l'occupante tedesco al fine di creare un unico partito fascista francese da Brasillach definito come "fascismo immenso e rosso". Rapidamente ricostituito il gruppo originale Je suis partout riprese le pubblicazioni il 7 febbraio 1941: secondo i redattori della rivista la Francia non si sarebbe dovuta limitare ad un armistizio con i tedeschi ma sarebbe dovuta entrare in guerra al loro fianco:
(Robert Brasillach su Je suis partout del 21 marzo 1941)
La linea collaborazionista della rivista comportò anche l'adesione alle politiche antisemite del Terzo Reich su Je suis partout. In riferimento al decreto Marchandeau che proteggeva le minoranze etniche, con particolare riferimento alla minoranza ebraica, Brasillach scrisse:
(Robert Brasillach su Je suis partout del 2 giugno 1941)
La collaborazione di Je suis partout con i tedeschi occupanti si realizzò anche nella pratica e non solamente nella teoria: la rivista, di cui Brasillach era caporedattore, pubblicava infatti (con palesi finalità delatorie) i dati segnaletici e i recapiti di ebrei, di esponenti della Resistenza e di oppositori politici, in modo da permetterne la cattura da parte dei nazisti.
(Brasillach su Je suis partout del 6 settembre 1941)
(Su Je suis partout del 25 settembre 1942)

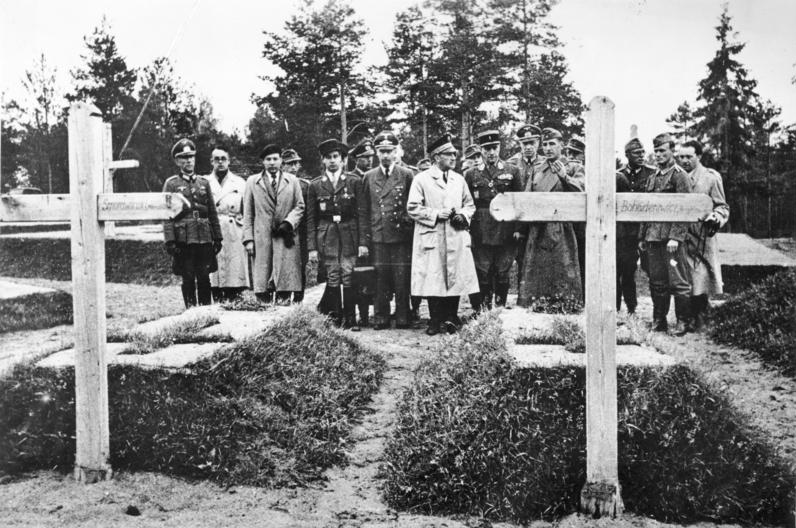
Brasillach secondo da sinistra con gli occhiali insieme a Fernand de Brinon nel 1943 davanti alla sepoltura delle vittime del massacro di Katyn

Nel 1943 Brasillach, in qualità di giornalista, su invito di Fernand de Brinon intraprese un viaggio sul Fronte orientale per visitare i volontari francesi della Légion des Volontaires Français. Per l'occasione, insieme al giornalista Claude Jeantet chiese di potersi recare anche a Katyn' dove la Wehrmacht aveva appena rinvenuto le vittime polacche di un eccidio compiuto dai sovietici. Brasillach rientrò in Francia il 30 giugno e dalla sua esperienza in Russia e a Katyn scaturirono alcuni dei suoi ultimi articoli per Je suis partout.
Nel 1943 fu sopravanzato da Pierre-Antoine Cousteau, un collaboratore e militante, alla testa del settimanale E decise di lasciare la rivista e il 27 agosto 1943 pubblicò il suo ultimo articolo come caporedattore. Convinto della giustezza delle sue idee, Brasillach fu paradossalmente allontanato a causa della sua linea: fascista convinto, rivendicava la nascita di un fascismo francese che fosse alleato col nazionalsocialismo tedesco e non un semplice clone, pur favorevole alla vittoria del Terzo Reich, la giudicava sempre meno probabile e rifiutava di annunciarla pubblicamente come certa.

### Arresto e processo
Dopo lo sbarco in Normandia Brasillach si rifiutò di fuggire all'estero verso Sigmaringen, nascondendosi nel Quartiere latino a Parigi. Il 14 settembre 1944, dopo che era stata arrestata sua madre con l'accusa di collaborazionismo, si costituì alla Prefettura di polizia di Parigi, consegnandosi alle autorità per salvare l'anziana donna. Intanto il nuovo governo francese guidato dal generale De Gaulle iniziò i procedimenti contro i rappresentanti del governo di Vichy e dei collaborazionisti. La prima condanna fu pronunciata in ottobre contro l'editore della rivista antisemita Aujourd'hui Georges Suarez ed eseguita il 9 novembre del 1944.
Sempre nel 1944 ebbe luogo il processo contro il direttore politico (1928-1943) della rivista antisemita Gringoire, Henri Béraud.
Brasillach fu incarcerato nella prigione di Fresnes. In questo periodo preparò dettagliatamente la propria autodifesa che fu raccolta in un Memorandum. L'accusa che riguardava Brasillach era quella di “intelligenza col nemico” mossa sulla base dell'art. 75 del Codice penale francese di allora, utilizzato dal governo presieduto da De Gaulle per avviare l'epurazione dei collaborazionisti in Francia in riferimento alla sua attività delatoria svolta sulle pagine di Je suis partout. Nel suo Memorandum Brasillach cercò di immaginare quali avrebbero potuto essere le domande alle quali avrebbe dovuto rispondere nel corso del processo ma senza nutrire alcuna speranza sulla sentenza convinto che questa fosse già scritta. Durante la prigionia a Fresnes Brasillach si dedicò anche alla poesia, forse ispirato dall'esempio di altri letterati anch'essi imprigionati come Villon e Chénier, e a quest'ultimo dedicò il suo "André Chénier".
Il processo davanti alla corte di assise della Senna cominciò il 19 gennaio 1945 alle ore 13.00 concludendosi alle 19.00 dello stesso giorno. Brasillach davanti alle domande dell'accusa si dimostrò un buon oratore rivendicando con orgoglio le proprie scelte, ironizzando sull'appoggio al collaborazionismo assai ampio ("siamo andati a letto con la Germania, 
e ci è piaciuto"). L'accusa guidata dal pubblico ministero Reboul puntò a dimostrare che Brasillach, data la cultura e le grandi qualità letterarie aveva scientemente posto le proprie capacità al servizio dell'occupante mentre la difesa di Jacques Isorni che qualche mese più tardi fu anche l'avvocato difensore del maresciallo Pétain pose l'accento sul patriottismo dell'imputato ribadendo che nella sua scelta a favore dell'occupante non aveva obbedito a un ordine ma aveva seguito le proprie convinzioni. La giuria emise la sentenza di condanna a morte dopo una deliberazione di venti minuti. Alla lettura della sentenza una voce dal pubblico urlò indignata: “È una vergogna!”; calmissimo, Brasillach ribatté: “È un onore!”.
Secondo Alice Kaplan almeno inizialmente il processo poteva anche finire senza una condanna a morte ma contro lo scrittore giocò il proprio intendimento di non venire meno alle proprie idee e la inefficace difesa imbastita da Isorni che non riuscì ad adeguarsi efficacemente alla personalità dell'imputato trasformando così la sua arringa difensiva quasi in una dissertazione di critica letteraria. Anche secondo il critico Emanuele Trevi se Brasillach avesse ammesso le accuse mossegli forse si sarebbe salvato ma posto davanti ai suoi scritti si rifiutò di rinnegarli ritenendo che così avrebbe invece rinnegato se stesso. Secondo il critico Massimo Raffaeli, Isorni evitando di entrare nel merito delle accuse mosse all'imputato riuscì a presentare il suo assistito come un capro espiatorio accusato solamente per la colpa di essere fascista e riuscì a fondare la leggenda postuma di un Brasillach ucciso per le sue idee, pertanto Brasillach, durante il dibattimento, aderì alla linea difensiva concordata con Isorni e si comportò complessivamente in modo dignitoso. Per lo scrittore Moreno Marchi la sentenza in realtà era già stata decisa e lo stesso Brasillach non si illudeva sulle possibilità di salvarsi soprattutto dopo le virulente proteste seguite alla commutazione in ergastolo della pena di morte inizialmente inflitta a Henri Béraud.

#### La petizione e l'esecuzione
La condanna esemplare provocò la reazione di molti intellettuali di cui anche alcuni ex resistenti, che in essa videro un atto di ingiustizia che condannava a morte uno scrittore sulla base delle proprie opinioni espresse. Dalla parte di Brasillach si schierò tra gli altri anche François Mauriac, il principale artefice della grazia a Béraud, che si impegnò per la salvezza dello scrittore con uguale forza. Brasillach, che aveva spesso pubblicato attacchi, talvolta anche violenti, contro Mauriac riconoscente lasciò scritto nelle sue disposizioni testamentarie il desiderio che ogni critica fosse espunta dalle sue ristampe future.

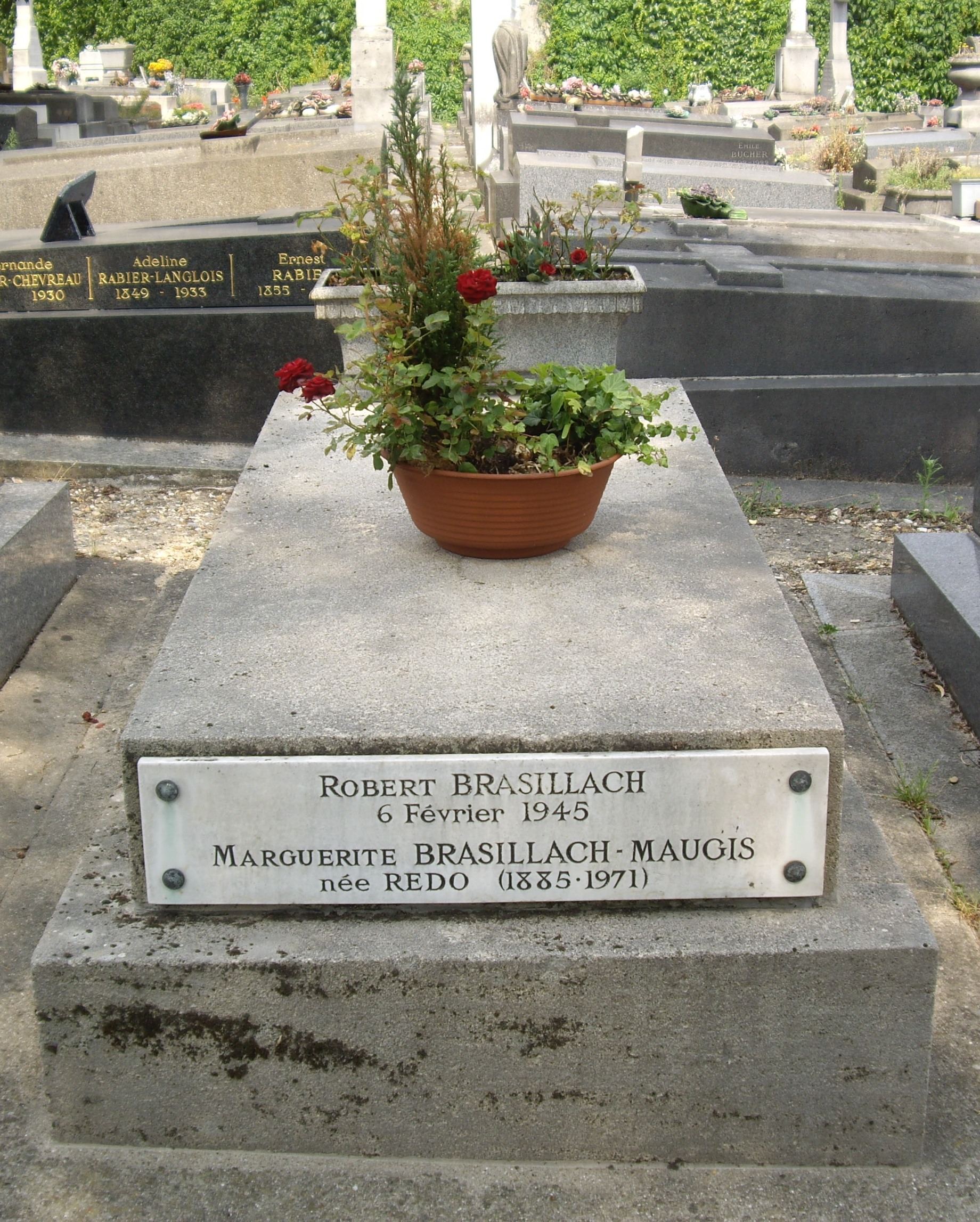
Tomba di Brasillach e di sua madre, Marguerite Redo Brasillach-Maugis, cimitero di Charonne, Parigi

Nei giorni che seguirono, una petizione di famosi intellettuali tra cui François Mauriac, Paul Valéry, Paul Claudel, Daniel-Rops, Albert Camus, Marcel Aymé, Jean Paulhan, Roland Dorgelès, Jean Cocteau, Colette, Arthur Honegger, Maurice de Vlaminck, Jean Anouilh, Jean-Louis Barrault, Thierry Maulnier e tanti altri - sostenuta anche dagli studenti parigini e molti accademici - implorò al generale De Gaulle la grazia per il condannato a morte: il nuovo capo dello Stato respinse la domanda. Sembra, in base ai documenti di De Gaulle depositati negli Archives nationales, vi fosse una nota relativa a “l'affare Brasillach” recante una lista delle accuse pendenti sullo scrittore. Tra di esse, quella di essere “uno dei responsabili dell'assassinio del ministro e deputato Mandel”, personalità di cui egli invocava la morte nel suo giornale Je suis partout (per contromisura all'uccisione di Philippe Henriot) e per cui de Gaulle provava stima e rispetto.
Il 5 febbraio, il giorno prima dell'esecuzione Brasillach scrisse l'ultima poesia in carcere dedicata ai manifestanti caduti durante la sommossa di undici anni prima: “Con undici anni di ritardo sarò dunque fra voi? Penso a voi, stasera, o morti di febbraio”.
All'alba del 6 febbraio 1945 Brasillach fu fucilato al forte di Montrouge, ad Arcueil.
Un attimo prima di cadere sotto i colpi del plotone d'esecuzione aveva gridato "Vive la France!". Venne sepolto nel cimitero di Charonne, nel XX arrondissement di Parigi.

## La critica cinematografica
Brasillach fu affascinato dal cinema molto presto. Il frutto di questa passione, oltre a numerose cronache nei giornali, è la sua Histoire du cinéma pubblicata per la prima volta nel 1935, che sarà oggetto di una nuova edizione nel 1943 e scritta in collaborazione con il cognato Maurice Bardèche. Contrariamente ai critici dell'epoca, Brasillach adotta per il cinema un punto di vista politicamente neutro, tranne qualche aggiunta antisemita di circostanza nel 1943. La sua sete di cinema lo porta a frequentare assiduamente Henri Langlois del Circolo del Cinema. Benché entusiasta dei classici (Charles Chaplin, Georg Wilhelm Pabst, René Clair, Jean Renoir...) e dei film hollywoodiani (John Ford, Frank Borzage, King Vidor...) fece prova di gusti originali e mostrò una insaziabile curiosità per il cinema straniero. Fu anche il primo a parlare in Francia del cinema giapponese e particolarmente di Yasujirō Ozu, Kenji Mizoguchi e Heinosuke Gosho. In prigione, lavorò alla terza edizione della sua Histoire du cinéma e preparò un adattamento del Falstaff che sperava di girare con Raimu.

## Opere

### Romanzi
- Le Voleur d'étincelles, 1932
- L'Enfant de la nuit, 1934
- Le Marchand d'oiseaux o le Méridien de Paris, 1936
- Il tempo che fugge (Comme le temps passe, 1937), trad. di Ketty Della Valle, a cura di M. Grillo, Prefazione di Riccardo Paradisi, Collana Di là dal fiume e tra gli alberi, Milano, Edizioni Settecolori, 2024, ISBN 979-12-815-1930-5. [I ed. italiana col titolo La ruota del tempo, Prefazione di Stenio Solinas, Milano, Edizioni Sette colori, 1985, ISBN 88-96-986-33-8; Roma, Ciarrapico Editore, 1985] (nominato per il Prix Femina 1937)
- Les Sept Couleurs, 1939 (nominato per il Prix Goncourt 1939)
  -  I sette colori, traduzione di Orsola Nemi, Milano, Edizioni del Borghese, 1966. - Prefazione di Stenio Solinas, Roma, Ciarrapico Editore, 1985; Palermo, Centro librario Occidente, 2021.
  - I sette colori, trad. di Anna Lia Franchetti, Introduzione di Fausta Garavini, Collezione Archivio del romanzo, Napoli, Guida, 1989; Collana Testi e Documenti, Milano, SE, 2019 e 2025, ISBN 88-67-234-21-8.
- La Conquérante, 1943
- Sei ore da perdere (Six heures à perdre, uscito a puntate su “Révolutione nationale” tra l’11 marzo e il 10 giugno 1944, pubblicato postumo nel 1953), trad. di Alessandro Bernardini, Introduzione di Roberto Alfatti Bernardini, Postfazione di Fausta Garavini (brano estratto dal libro I sette colori del romanzo, 1973), Collezione Di là dal fiume e tra gli alberi, Milano, Edizioni Settecolori, 2023, ISBN 979-12-815-1902-2.
- Les Captifs, 1974 (scritto nel 1940-1941, incompiuto)
- Fulgur, 1992

### Saggistica
- Presenza di Virgilio (Présence de Virgile, 1931), Parma, Edizioni All'insegna del Veltro, 2015, ISBN 88-97-600-23-9.
- Le Procès de Jeanne d'Arc, curato e introdotto da Brasillach, 1932
- Histoire du Cinéma, 2 voll., col cognato Maurice Bardèche, 1935; riedito nel 1943; nuova ed., 1948
- Animateurs de Théâtre, 1936
- Léon Degrelle e l'avvenire di Rex (Léon Degrelle et l'Avenir de «Rex», 1936), Roma, Edizioni Il Cinabro, 1997; II ed., Prefazione di Mario Michele Merlino, Cinabro Edizioni, 2022, ISBN 978-88-320-3132-4.
- Les Cadets de l'Alcazar, con Henri Massis, 1936; poi col titolo I difensori dell'Alcazar
  -  La guerra civile in Spagna. Tra le rovine dell'Alcazar, con Henri Massis, Milano, Bietti, 1936.
  -  I cadetti dell'Alcazar. Spagna 1936: Storia di una resistenza dimenticata, Società Editrice Barbarossa, 2001. - col titolo La guerra civile in Spagna. Tra le rovine dell'Alcazar, Prefazione di Vito Orlando, Palermo, Centro librario Occidente, 2021.
  -  La guerra civile spagnola tra le rovine dell'Alcazar, Eclettica, 2021, ISBN 88-32-165-84-8.
- Histoire de la Guerre d'Espagne, con Maurice Bardèche, 1939
- Il nostro anteguerra (Notre avant-guerre, 1941), Fiuggi, Edizioni Ciarrapico, 1986.
- Les Quatre Jeudis, 1944
- Lettera ad un soldato della classe '40 (Lettre à un soldat de la classe 40), traduzione di Mario Prisco, in Appendice: Berenice, regina di Cesarea : tragedia in cinque atti, versione di Giovanni Calendoli, Introduzione di Adriano Romualdi, Roma, Caravelle, 1964. - Roma, G. Volpe, 1975; Collezione Europa, Roma, Edizioni Settimo Sigillo, 1997.
- Andrea Chénier (Chénier, La Pensée française, 1947), collana All'insegna del pesce d'oro, traduzione di Clara Morena, Introduzione di Franco Maestrelli, Milano, Scheiwiller, 1974.
- Lettres écrites en prison, 1952
- Journal d'un homme occupé, 1955
- Commentaire sur La Varende, 1962
- En marge de Daphnis et Chloé, 1963
- Nouvelle prière sur l'Acropole, 1963
- Écrit à Fresnes, 1967
- Une génération dans l'orage, 1968
- Vingt lettres de Robert Brasillach, 1970
- Le Paris de Balzac, 1984
- Hugo et le snobisme révolutionnaire, 1985
- Montherlant entre les hommes et les femmes, 1985
- La questione ebraica in Francia (La Question juive, articles de Brasillach et Cousteau, 1999), con Pierre-Antoine Cousteau e Marcel Jouhandeau, Genova, Effepi, 2013.
- Relectures Robert Brasillach, 2002
  -  Memorandum. La mia autodifesa, a cura di Riccardo De Benedetti, traduzione di Giulia Rossi, Introduzione di Emanuele Trevi, Milano, Edizioni Medusa, 2014, ISBN 978-88-7698-289-7.
  -  Le ragioni del mio impegno. Memorandum scritto da Robert Brasillach per il suo processo, Prefazione di Mario Michele Merlino, Libreria Europa, 2022, ISBN 978-88-982-1514-0.
- Brasillach giornalista. 1941-1944. Gli anni della collaborazione, Roma, Settimo Sigillo, 2016, ISBN 88-61-481-75-2.
- Articles critiques, Textes choisis, présentés et annotés par Iacopo Leoni, Collection L'écrivain critique, ETS, 2018, ISBN 88-46-754-26-3.

#### Biografie
- Portraits. Barrès, Proust, Maurras, Colette, Giraudoux, Morand, Cocteau, Malraux, etc., 1935
- Pierre Corneille, Paris, Fayard, 1938
- Abel Bonnard, 1971

### Poesia
- Poèmes, 1944
- Poemi di Fresnes (Poèmes de Fresnes, 1950), Roma, Edizioni del solstizio, 1966. - Caserta, Aurora, 1977; Roma, Settimo Sigillo, 1998; Giuliano Ladolfi Editore, 2013, ISBN 88-66-440-89-2.
- Anthologie de la poésie grecque, 1950.
- Poètes oubliés (Singuliers et mal connus), 1954

### Teatro
- Domrémy, a cura di Mario M. Merlino e R. Sideri, Roma, Settimo Sigillo, 2010, ISBN 88-61-480-69-1. (scritto a 23 anni)
- Berenice, Regina di Cesarea (Bérénice, la Reine de Césarée), Collezione Quaderni, Parma, Edizioni All'insegna del Veltro, 1986. (dramma in 5 Atti scritto nel 1940, pubblicato nel 1954, messo in scena per la prima volta nel 1957)
- I fratelli nemici. Dialogo tragico (Les Frères ennemis, 1945), collana Quaderni n.XVII, traduzione di Tiberio Massimo, Parma, All'insegna del Veltro, maggio 1986,  pp. 32.

### Raccolte complessive
Il cognato Maurice Bardèche curò la pubblicazione, per il Club de l'Honnête Homme, delle Œuvres complètes, con molti inediti, in 12 volumi, dal 1963 al 1966.